# 小阿尔弗雷德·D·钱德勒
小阿尔弗雷德·D·钱德勒（1918年9月15日—2007年5月9日）是一位美国商业史学家，哈佛商学院和约翰斯·霍普金斯大学教授，主要作品有《看得见的手: 美国企业的管理革命》（The Visible Hand: The Managerial Revolution in American Business，获1978年的普利策历史奖和班克洛夫特獎）等。